# OTRAG (foguete)

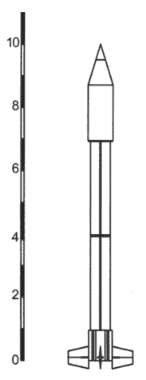
Esquema do foguete OTRAG.

O foguete OTRAG, na verdade uma família de foguetes com vários modelos, foi um projeto concebido pela empresa OTRAG, tendo como base uma unidade de
propulsão padrão, chamada Common Rocket Propulsion Unit (CRPU). A ideia era agrupar essas unidades em paralelo, e assim criar modelos de foguetes cada vez
maiores. O baixo custo seria garantido pela produção em massa dessas unidades de propulsão.

## A unidade de propulsão
Cada unidade CRPU foi projetada e otimizada com um único objetivo: o menor custo por unidade de massa de carga útil a ser colocada em órbita,
e teriam as seguintes características:
- Altura: 16 m
- Massa total: 1.500 kg
- Massa vazia: 150 kg
- Empuxo inicial: 27 kN
- Diâmetro: 27 cm
- Combustível: N2O4/Querosene

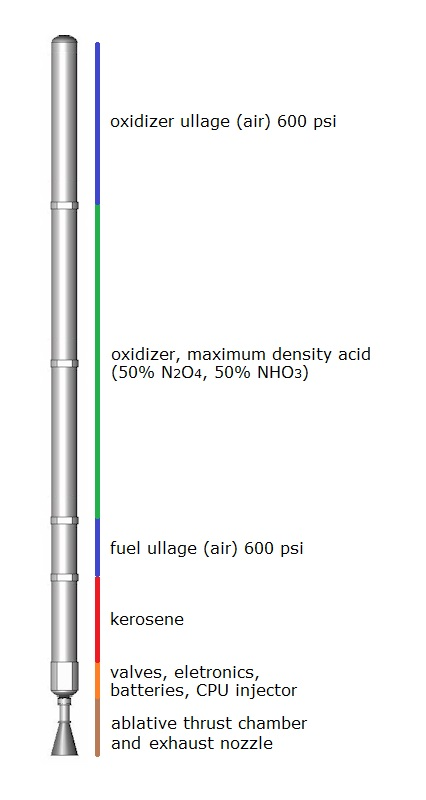
Esquema da Common Rocket Propulsion Unit (CRPU).

O empuxo podia ser controlado em dois níveis: 100% e 40%, a refrigeração das câmaras de combustão era conseguida usando material refratário na sua construção,
a injeção de combustível era feita por intermédio de ar pressurizado, injetores de alumínio e tanques de aço inoxidável. Tudo isso contribuía para um custo
muito baixo de cada unidade CRPU, cuja expectativa era de ser 1/10 dos projetos convencionais até então utilizados.

## Os foguetes
Um exemplo de aplicação, seria um modelo relativamente pequeno de foguete OTRAG, com a seguinte configuração:
- 1º estágio: 48 x CRPU em paralelo.
- 2º estágio: 12 x CRPU em paralelo.
- 3º estágio: 4 x CRPU em paralelo.

Esta configuração teórica, com massa total de 97 toneladas na decolagem, seria capaz de colocar em órbita LEO, uma carga útil de 1 tonelada.

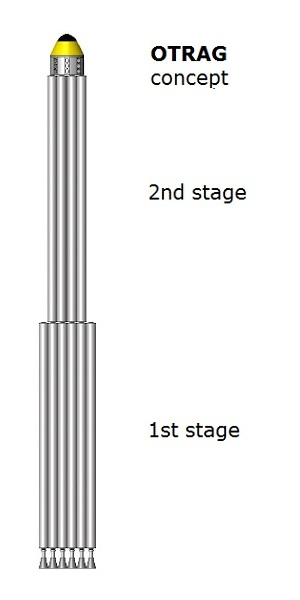
Aplicação do conceito OTRAG de foguetes.

Os foguetes seriam construídos usando uma combinação em paralelo de várias CRPU, no entanto, havia previsão de unidades maiores, podendo chegar a 40 m de altura
cada uma. O maior veículo teórico planejado usava 600 dessa unidades de 40 m.

## Os voos
Foguetes de teste usando unidades de propulsão menores foram construídos e lançados, primeiro do Zaire e mais tarde da Líbia, chegando a atingir altitudes
de 20 a 50 km. Esses foguetes, tinham entre 6 e 12 metros de altura, e com esses voos, apesar de alguns problemas técnicos, foi possível constatar que o conceito
de uso da CRPU era viável. O último voo de um foguete OTRAG, ocorreu em 19 de setembro de 1983 a partir de Esrange, já na intenção de usá-lo como um
foguete de sondagem.

### Históricos de lançamento
| Voo | Tipo               | Data                   | Plataforma de lançamento | Carga               | Resultado | Notas         |
| --- | ------------------ | ---------------------- | ------------------------ | ------------------- | --------- | ------------- |
| 1   | OTRAG (4×6m)       | 18 de maio de 1977     | Sh                       | (R/D 1)             | Êxito     | Primeiro voo. |
| 2   | OTRAG (4×6m)       | 19 de maio de 1978     | Sh                       | (R/D 2)             | Êxito     |               |
| 3   | OTRAG (4×12m)      | 5 de junho de 1978     | Sh                       | (R/D 3a)            | Fracassou |               |
| 4   | OTRAG (4×12m)      | 1 de março de 1981     | Taw                      | (R/D 3)             | ?         |               |
| 5   | OTRAG (4×12m)      | 7 de junho de 1981     | Taw                      | (R/D 4)             | Êxito     |               |
| 6   | OTRAG (1×6m)       | 17 de setembro de 1981 | Taw                      | (R/D 5)             | Êxito     |               |
| 7   | OTRAG (1×6m)       | 1 de outubro de 1981   | Taw                      | (R/D 6)             | Êxito     |               |
| 8   | OTRAG (1×6m)       | 24 de outubro de 1981  | Taw                      | (R/D 7)             | Êxito     |               |
| 9   | OTRAG (1×6m)       | 19 de novembro de 1981 | Taw                      | (R/D 8)             | Êxito     |               |
| 10  | OTRAG (1×6m)       | 12 de dezembro de 1981 | Taw                      | (R/D 9)             | Êxito     |               |
| 11  | OTRAG (1×6m)       | 2 de junho de 1982     | Taw                      | (R/D 10)            | Êxito     |               |
| 12  | OTRAG (1×6m)       | 24 de junho de 1982    | Taw                      | (R/D 11)            | Fracassou |               |
| 13  | OTRAG (1×6m)       | 9 de setembro de 1982  | Taw                      | (R/D 12)            | Êxito     |               |
| 14  | OTRAG (1×6m)       | 11 de setembro de 1982 | Taw                      | (R/D 13)            | Êxito     |               |
| 15  | OTRAG (1×6m)       | 10 de novembro de 1982 | Taw                      | (R/D 14) 60° launch | Êxito     |               |
| 16  | OTRAG (1×6m)       | 16 de novembro de 1982 | Taw                      | (R/D 15)            | Êxito     |               |
| 17  | OTRAG (1×6m)       | 9 de dezembro de 1982  | Taw                      | (R/D 16)            | Êxito     |               |
| 18  | OTRAG-1-3-B (1×6m) | 19 de setembro de 1983 | Esr                      | DLR K-OL-120        | Fracassou | Último voo    |

## Final
Depois de sucessivas pressões políticas, e com a entrada da Alemanha no projeto do "foguete europeu" (Ariane), o projeto OTRAG foi
definitivamente encerrado em 1987.